# جوناس ماكدونل
جوناس ماكدونل (بالنرويجية البوكمول: Jonas McDonnell)‏ هو موسيقي نرويجي، ولد في 2 مايو 1986 في هونفوس في النرويج.

## وصلات خارجية
- جوناس ماكدونل على موقع IMDb (الإنجليزية)